# Kremeriella cordylocarpus
Kremeriella cordylocarpus là một loài thực vật có hoa trong họ Cải. Loài này được (Coss. & Durieu) Marie mô tả khoa học đầu tiên năm 1932.